# Aussillon

Aussillon este o comună în departamentul Tarn din sudul Franței. În 2009 avea o populație de 6.605 de locuitori.

## Evoluția populației
| An        | 1975  | 1982  | 1990  | 1999  | 2006  | 2009  |
| --------- | ----- | ----- | ----- | ----- | ----- | ----- |
| Populație | 8.383 | 8.178 | 7.673 | 6.865 | 6.696 | 6.605 |